# Siemens CX70
Siemens CX70 — сотовый телефон фирмы Siemens 2004 года. Данная модель отличается от Siemens CX65 цветом корпуса, в то время как электронная начинка у СХ65 и СХ70 идентична и позволяет устанавливать прошивки обеих моделей.
Аппарат имел довольно неплохую камеру для своего времени, умел записывать видеоролики продолжительностью до 30 секунд, однако сообществом пользователей данное ограничение обходилось соответствующим патчем.
Отличительной особенностью от CX65 являлись встроенные «помощники» (Phone Pilot). В стандарте их было три: Wobble, Handy Andy и стандартный помощник.

## Характеристики
| Общие характеристики                        | Общие характеристики                                                                                            |
| ------------------------------------------- | --- |
| Диапазоны частот                            | GSM 900, GSM 1800, GSM 1900                                                                                     |
| Тип корпуса                                 | классический |
| Конструкция                                 | сменные панели, джойстик                                                                                        |
| Антенна                                     | встроенная |
| Вес                                         | 90 г |
| Размеры                                     | 108 × 46 × 18 мм                                                                                                |
| Звонки                                      | |
| Тип мелодий                                 | 40-голосная полифония                                                                                           |
| Виброзвонок                                 | есть |
| Связь                                       | |
| Интерфейсы                                  | IRDA, COM-порт                                                                                                  |
| Доступ в интернет                           | WAP 2.0, GPRS, POP/SMTP-клиент                                                                                  |
| Модем                                       | есть |
| Синхронизация с компьютером                 | есть |
| Сообщения                                   | |
| Дополнительные функции SMS                  | ввод текста со словарём, шаблоны сообщений                                                                      |
| MMS                                         | есть |
| EMS                                         | есть |
| Другие функции                              | |
| Громкая связь (встроенный динамик)          | есть |
| Автодозвон                                  | есть |
| Режимы декодирования звука HR, FR, EFR      | есть |
| Экран                                       | |
| Тип экрана                                  | цветной TFT-экран, 65536 цветов                                                                                 |
| Размер изображения                          | число строк — 9, 132×176 пикс.                                                                                  |
| Русификация                                 | есть |
| Индикация                                   | стоимости разговора, времени разговора                                                                          |
| Мультимедийные возможности                  | |
| Встроенная фотокамера                       | 640×480 (0,3 млн пикс.), цифровой Zoom 5×                                                                       |
| Запись видеороликов                         | есть |
| Диктофон                                    | есть |
| Игры                                        | есть |
| Java-приложения                             | есть |
| Объём встроенной памяти                     | 10,2 МБ на диске 0:\ (Data)                                                                                     |
| Питание                                     | |
| Тип аккумулятора                            | Li-Ion |
| Ёмкость аккумулятора                        | 750 мАч |
| Время разговора                             | 5:30 |
| Время ожидания                              | 300 ч |
| Время заряда                                | 2 ч |
| Записная книжка и органайзер                | |
| Записная книжка в аппарате                  | 1000 номеров |
| Поиск по книжке                             | есть |
| Обмен между SIM-картой и внутренней памятью | есть |
| Органайзер                                  | будильник, калькулятор, планировщик задач                                                                       |
| Дополнительная информация                   | |
| Особенности                                 | поддержка EGSM; съёмка видео со скоростью до 12 кадров/с; пристяжная вспышка, уменьшающая эффект «красных глаз» |

## Интересные факты
Дисплей, используемый в данной модели телефона, нашёл широкое распространение в проектах радиолюбителей. Хотя создание библиотеки под данный дисплей было достаточно трудоемко (так как контроллер дисплея может быть одного из 3 типов, информацию о конкретном типе контроллера можно получить, только посмотрев заднюю крышку дисплея), под данный дисплей существует несколько библиотек для популярных микроконтроллеров семейства AVR (производитель Atmel) и PIC (производитель Microchip).

## Похожие модели
- Alcatel OneTouch 556
- Siemens C75
- Philips 755
- Alcatel OneTouch 557
- Sagem myX5-2